# فاكوندو موريرا
فاكوندو موريرا (بالإسبانية: Facundo Moreira) هو لاعب كرة قدم أوروغواني في مركز الوسط، ولد في 27 فبراير 1989 في مونتفيدو في الأوروغواي. لعب مع التانك سيلي وميرامار ميشنس وبوسطن ريفر ونادي رينتيستاس.

## وصلات خارجية
- فاكوندو موريرا على موقع إي إس بي إن إف سي (الإنجليزية)
- فاكوندو موريرا على موقع قاعدة بيانات كرة القدم.إي يو (الإنجليزية)
- فاكوندو موريرا على موقع Soccerway.com (الإنجليزية)
- فاكوندو موريرا على موقع عالم كرة القدم.نت (الإنجليزية)